# トラム (モンペリエ)
モンペリエのトラム(フランス語: Tramway de Montpellier)は、フランスのモンペリエで走る4路線から成るトラムである。所有者はMontpellier Mediterranee Metropoleで、運営はTAMである。2000年から建設が進められ、2012年4月7日に全長59km、84駅で完成した。